# Xian de Sunwu
Le xian de Sunwu (孙吴县 ; pinyin : Sūnwú Xiàn) est un district administratif de la province du Heilongjiang en Chine. Il est placé sous la juridiction de la ville-préfecture de Heihe.

## Démographie
La population du district était de 89 024 habitants en 1999.